# Вітковський Іван Матвійович
Іван Матвійович Вітковський (1777- бл. 1844, Харків) — український педагог, скрипаль, диригент, композитор, підприємець. Навчався у Й.Гайдна у Відні. 1805—1815 і 1821—1830 — учитель музики в Харківському університеті та інституті шляхетних дівчат. 1812 відкрив перший у місті музичний магазин, у 1813 році заснував першу фабрику інструментів, де виготовляли фортепіано.
Автор ораторії до відкриття Харківського університету (1805), хорових та інструментальних творів, 6 фантазій для скрипки і фортепіано (1807, не збереглися).